# ساجان لويس
ساجان لويس (بالإنجليزية: Sagan Lewis)‏ هي ممثلة أمريكية، ولدت في 1953 في أوماها في الولايات المتحدة، وتوفيت في 7 أغسطس 2016 في نيويورك في الولايات المتحدة بسبب سرطان.

## وصلات خارجية
- ساجان لويس على موقع IMDb (الإنجليزية)
- ساجان لويس على موقع أول موفي (الإنجليزية)
- ساجان لويس على موقع قاعدة بيانات الفيلم (الإنجليزية)